# Brännhedtjärnen, Västerbotten
Brännhedtjärnen är en sjö i Skellefteå kommun i Västerbotten och ingår i Kågeälvens huvudavrinningsområde.